# Paul Fleury
Paul Fleury est un homme politique français né le 30 novembre 1839 au Mêle-sur-Sarthe (Orne) et mort le 14 février 1931 à Paris

## Biographie
Docteur en droit, il entre dans l'administration préfectorale entre 1877 et 1885. Il succède, en 1885, au siège de conseiller général de son père, Charles Fleury, décédé. Il conserve ce fauteuil jusqu'à son décès, et devient, de 1916 à 1931, président du conseil général de l'Orne. Il est élu sénateur en 1895, et le reste jusqu'à son décès, siégeant au groupe de la Gauche républicaine. De 1925 à 1931, il est le doyen du Sénat. Son fils, Marcel Fleury, est député de l'Orne de 1933 à 1936.

## Sources
- « Paul Fleury », dans le Dictionnaire des parlementaires français (1889-1940), sous la direction de Jean Jolly, PUF, 1960 [détail de l’édition]